# Serghei Chirilov
Serghei Chirilov (ur. 5 czerwca 1973 w Șoldănești) – mołdawski piłkarz występujący na pozycji pomocnika. Trener piłkarski.

## Kariera klubowa
Chirilov karierę rozpoczynał w 1991 roku w Zimbru Kiszyniów, grającym w drugiej lidze radzieckiej. W 1992 roku rozpoczął z nim występy w pierwszej lidze mołdawskiej. W tym samym roku zdobył z nim mistrzostwo Mołdawii, po czym odszedł do Universulu Ciuciuleni. Następnie przeniósł się do rumuńskiej Olimpii Satu Mare, grającej w drugiej lidze i występował tam do końca sezonu 1992/1993.
W 1993 roku Chirilov wrócił do Zimbru Kiszyniów, ale w trakcie sezonu 1993/1994 przeszedł do rumuńskiego pierwszoligowca, Sportulu Studențesc. Jego zawodnikiem był do końca sezonu 1995/1996. Następnie spędził jeden sezon w belgijskim RSC Charleroi. W 1997 roku odszedł do Nistru Otaci, z którego był wypożyczany do Constructorulu-93 oraz do Rapidu Bukareszt.
W 2000 roku został zawodnikiem rumuńskiego Apulumu Alba Iulia (II liga). Po sezonie 2000/2001 odszedł do mołdawskiego Agro Kiszyniów,
a 2002 roku przeszedł do rosyjskiej drużyny SKA-Eniergija Chabarowsk (II liga). W 2003 roku odszedł stamtąd do irańskiego Zob Ahan Isfahan. Występował tam przez sezon 2003/2004, a potem, przez kolejne trzy grał Zimbru Kiszyniów. Deukrotnie wywalczył z nim wicemistrzostwo Mołdawii (2006, 2007), a także raz Puchar Mołdawii (2007). W 2007 roku zakończył karierę.

## Kariera reprezentacyjna
W reprezentacji Mołdawii Chirilov zadebiutował 15 listopada 1995 w wygranym 3:2 meczu eliminacji Mistrzostw Europy 1996 z Gruzją. W latach 1995–1999 w drużynie narodowej Chirilov rozegrał 12 spotkań.